# Germán Cano
Germán Ezequiel Cano Recalde (Posadas, 2 gennaio 1988) è un calciatore argentino, attaccante della Fluminense.

## Caratteristiche tecniche
Attaccante completo, ha un ottimo fiuto del gol e buona tecnica, abile con entrambi i piedi.

## Carriera

### Vasco da Gama
Il 27 dicembre 2019, Germán Cano è stato annunciato il primo rinforzo del club cruzmaltino per il 2020. Nella sua seconda partita con il Vasco da Gama, Cano ha segnato il suo primo gol, nell'ultima azione della vittoria sul Boavista per 1-0.
Il 6 dicembre 2021 è stata annunciata la sua partenza dal Vasco da Gama. In tutto, Cano ha giocato 101 partite, fornito quattro assist e segnato 43 gol.
È il secondo miglior marcatore straniero del club nel 21º secolo.

### Fluminense
Il 27 dicembre Cano ha firmato con la Fluminense, con contratto fino al 2023.
Il 26 maggio 2022 ha segnato la sua prima tripletta nella storica vittoria per 1-10 contro l'Oriente Petrolero, partita valida per l'ultimo turno della Coppa Sudamericana.
Alla fine della stagione 2022, Germán Cano è stato il capocannoniere del Campeonato Brasileiro Série A 2022 con 26 gol. Sempre nella stagione 2022 con la maglia tricolore, Cano è stato il capocannoniere della Coppa del Brasile con 5 gol. In tutto nella stagione 2022 ha segnato 44 gol.

## Statistiche

### Presenze e reti nei club
Statistiche aggiornate al 7 luglio 2025.
| Stagione             | Squadra                | Campionato           | Campionato | Campionato | Coppe nazionali | Coppe nazionali | Coppe nazionali | Coppe continentali | Coppe continentali | Coppe continentali | Altre coppe | Altre coppe | Altre coppe | Totale | Totale |
| Stagione             | Squadra                | Comp                 | Pres       | Reti       | Comp            | Pres            | Reti            | Comp               | Pres               | Reti               | Comp        | Pres        | Reti        | Pres   | Reti   |
| -------------------- | ---------------------- | -------------------- | ---------- | ---------- | --------------- | --------------- | --------------- | ------------------ | ------------------ | ------------------ | ----------- | ----------- | ----------- | ------ | ------ |
| feb.-giu. 2008       | Lanús                  | PD                   | 11         | 2          | -               | -               | -               | CL                 | 4                  | 0                  | -           | -           | -           | 15     | 2      |
| 2008-2009            | Lanús                  | PD                   | 5          | 0          | -               | -               | -               | CL                 | 3                  | 0                  | -           | -           | -           | 8      | 0      |
| 2009-2010            | Chacarita Juniors      | PD                   | 18         | 1          | -               | -               | -               | -                  | -                  | -                  | -           | -           | -           | 18     | 1      |
| ago.-dic. 2010       | Lanús                  | PD                   | 1          | 0          | -               | -               | -               | -                  | -                  | -                  | -           | -           | -           | 1      | 0      |
| Totale Lanus         | Totale Lanus           | Totale Lanus         | 17         | 2          |                 | -               | -               |                    | 7                  | 0                  |             | -           | -           | 24     | 2      |
| feb.-giu. 2011       | Colón (SF)             | PD                   | 5          | 0          | -               | -               | -               | -                  | -                  | -                  | -           | -           | -           | 5      | 0      |
| 2011                 | Deportivo Pereira      | A                    | 18         | 10         | CC              | -               | -               | -                  | -                  | -                  | -           | -           | -           | 18     | 10     |
| gen.-giu. 2012       | Nacional               | DP                   | 12         | 2          | -               | -               | -               | CL                 | 6                  | 2                  | -           | -           | -           | 18     | 4      |
| 2012                 | Independiente Medellín | A                    | 14+5       | 7+2        | CC              | -               | -               | -                  | -                  | -                  | -           | -           | -           | 19     | 9      |
| 2013                 | Independiente Medellín | A                    | 30         | 15         | CC              | 4               | 1               | -                  | -                  | -                  | -           | -           | -           | 34     | 16     |
| 2014                 | Independiente Medellín | A                    | 35+8       | 21+6       | CC              | 3               | 2               | -                  | -                  | -                  | -           | -           | -           | 46     | 29     |
| gen.-mag. 2015       | Pachuca                | PD                   | 10+4       | 2+2        | cMX             | 0               | 0               | CCL                | 2                  | 1                  | -           | -           | -           | 16     | 5      |
| gen.-mag. 2016       | León                   | PD                   | 12+2       | 4          | -               | -               | -               | -                  | -                  | -                  | -           | -           | -           | 14     | 4      |
| 2016-2017            | León                   | PD                   | 26+3       | 6+1        | cMX             | 5               | 2               | -                  | -                  | -                  | -           | -           | -           | 34     | 9      |
| Totale Leon          | Totale Leon            | Totale Leon          | 38+5       | 10+1       |                 | 5               | 2               |                    | -                  | -                  |             | -           | -           | 48     | 13     |
| lug.-dic. 2017       | Pachuca                | PD                   | 11         | 0          | cMX             | 5               | 3               | -                  | -                  | -                  | CmC         | 1           | 0           | 17     | 3      |
| Totale Pachuca       | Totale Pachuca         | Totale Pachuca       | 21+4       | 2+2        |                 | 5               | 3               |                    | 2                  | 1                  |             | 1           | 0           | 23     | 8      |
| 2018                 | Independiente Medellín | A                    | 37+10      | 26+6       | CC              | 2               | 1               | CS                 | 1                  | 1                  | -           | -           | -           | 50     | 34     |
| 2019                 | Independiente Medellín | A                    | 37         | 34         | CC              | 8               | 6               | CS                 | 2                  | 1                  | -           | -           | -           | 47     | 41     |
| Totale Ind. Medellin | Totale Ind. Medellin   | Totale Ind. Medellin | 153+23     | 101+14     |                 | 17              | 10              |                    | 3                  | 2                  |             | -           | -           | 196    | 127    |
| 2020                 | Vasco da Gama          | A1/RJ+A              | 8+34       | 6+14       | CB              | 6               | 2               | CS                 | 3                  | 2                  | -           | -           | -           | 51     | 24     |
| 2021                 | Vasco da Gama          | A1/RJ+B              | 8+36       | 7+11       | CB              | 6               | 1               | -                  | -                  | -                  | -           | -           | -           | 50     | 19     |
| Totale Vasco da Gama | Totale Vasco da Gama   | Totale Vasco da Gama | 16+70      | 13+25      |                 | 12              | 3               |                    | 3                  | 2                  |             | -           | -           | 101    | 43     |
| 2022                 | Fluminense             | A1/RJ+A              | 14+38      | 7+26       | CB              | 8               | 5               | CL+CS              | 4+6                | 3+3                | -           | -           | -           | 70     | 44     |
| 2023                 | Fluminense             | A1/RJ+A              | 13+30      | 16+10      | CB              | 4               | 1               | CL                 | 12                 | 13                 | CmC         | 2           | 0           | 61     | 40     |
| 2024                 | Fluminense             | A1/RJ+A              | 5+27       | 2+4        | CB              | 1               | 0               | CL                 | 7                  | 1                  | RS          | 2           | 0           | 42     | 7      |
| 2025                 | Fluminense             | A1/RJ+A              | 12+7       | 6+1        | CB              | 3               | 4               | CS                 | 2                  | 3                  | CmC         | 6           | 1           | 30     | 15     |
| Totale Fluminense    | Totale Fluminense      | Totale Fluminense    | 44+102     | 31+41      |                 | 16              | 10              |                    | 31                 | 23                 |             | 11          | 2           | 204    | 107    |
| Totale carriera      | Totale carriera        | Totale carriera      | 546        | 255        |                 | 45              | 28              |                    | 52                 | 30                 |             | 12          | 2           | 655    | 315    |

## Palmarès

### Club

#### Competizioni statali
- Campionato Carioca: 2

Fluminense: 2022, 2023
- Taça Guanabara: 2

Fluminense: 2022, 2023

#### Competizioni nazionali
- Campionato argentino: 1

Lanús: Apertura 2007
- Copa Colombia: 1

Ind. Medellín: 2019

#### Competizioni internazionali
- Coppa Libertadores: 1

Fluminense: 2023
- Recopa Sudamericana: 1

Fluminense: 2024

### Individuale
- Bola de Prata: 1

2022
- Capocannoniere del Campionato brasiliano: 1

2022 (26 reti)
- Capocannoniere della Coppa Libertadores: 1

2023 (13 reti)
- Calciatore sudamericano dell'anno: 1

2023
- Capocannoniere del Campionato Carioca: 1

2025 (6 reti)